# سیاهو
سیاهو، روستایی در دهستان سیاهو بخش مرکزی شهرستان بندرعباس در استان هرمزگان ایران است. این روستا، مرکز دهستان سیاهو است.

## جمعیت
بر پایه سرشماری عمومی نفوس و مسکن در سال ۱۳۹۵، جمعیت این روستا برابر با ۱٬۰۱۵ نفر (۲۸۸ خانوار) بوده‌است.